# Андерссон, Эльса
Эльса Андерссон (швед. Elsa Teresia Andersson, 27 апреля 1897 — 22 января 1922) — первая шведская лётчица и парашютистка.

## Биография
Эльса Андерссон родилась в коммуне недалеко от Энгельхольма в Сконе. Она была старшей дочерью небогатого фермера Эдварда Андерссона и Альмы Свенссон. Её мать умерла, когда Эльсе было 6 лет. Её брат оставил семью и уехал в США.
Эльса с юности увлекалась идеей воздушных полётов, наблюдая за полётами, проводившимися в соседнем селении Ljungbyhed. Она поступила на учёбу в лётную школу Thulins flygskola, стала 101-й и последней курсанткой школы, поскольку та в 1920 г. обанкротилась и была закрыта. 30 июня 1920 г. она прошла испытания и получила диплом № 203, став тем самой первой лётчицей в Швеции, поскольку другая курсантка, Рут Бергман, не стала заканчивать лётную школу. По окончании обучения Эльса решила обучаться прыжкам с парашютом. Шведский специалист по прыжкам, Рауль Тёрнблад, отказался учить женщин, и поэтому Эльса поехала в Германию в школу Отто Хайнеке. Этот курс включал в себя теоретические обучение и два учебных прыжка.
Её первый показательный прыжок состоялся 2 октября 1921.
Эльса погибла во время выполнения третьего показательного прыжка в городе Аскерсунде. Прыжок проводился на замёрзшее озеро Альсен на виду у тысяч зрителей с высоты 650 м. Эльса с трудом смогла развернуть парашют, но он раскрылся слишком поздно и не успел спасти ей жизнь.
В память о первой шведской парашютистке в 1926 г. у шведского королевского аэроклуба был установлен мемориальный камень.

## В культуре
- Роман Жака Верупа[швед.] Den ofullbordade himlen («Несовершенное небо», 1996)
- Художественный фильм Så vit som en snö («Белый как снег», 2001) с Амандой Оомс в роли Эльсы Андерссон